# The Platters
The Platters  é um grupo vocal estadunidense, considerado "o mais bem sucedido (...) dos anos 50". Chegou a vender mais de 53 milhões de discos e está, desde 1990, no Rock And Roll Hall of Fame, foi quem primeiro gravou o sucesso Only You". Entre seus sucessos também se destacam "My Prayer" (composta por Georges Boulanger com o nome "Avant de Mourir"), "The Great Pretender", "You’ve Got The Magic Touch", "You’ll Never Know", "Smoke Gets In Your Eyes" (composta por Jerome Kern e Otto Harbach) entre outros.

## Histórico
O grupo foi formado por adolescentes em Los Angeles no ano de 1952, com o nome de "Flamingos", com uma formação inicial que não se manteve: Cornell Gunter, Gaynel Hodge e seu irmão Alex, Joe “Jody” Jefferson e Curtis Williams. O grupo passou por várias alterações na sua formação; o nome original teve ser trocado antes mesmo do lançamento porque um outro grupo, em Chicago,  surgira como The Flamingos e, por sugestão de Herb Reed, adotaram o The Platters, referência ao nome dado aos discos de 78 rotações.
Em 1954, foram lançadas duas músicas do conjunto "Voo-Vee-Ah-Vee" e "Shake It Up Mambo" na gravadora Federal Records, sem grande sucesso; então, por intercessão do empresário Buck Ram foram contratados pela Mercury Records e em 1955 atingiram os primeiros lugares nas paradas com Only You e The Great Pretenders, fazendo assim o sucesso do grupo.
Tony Williams saiu do grupo em 1961 e foi substituído por Sonny Turner. Zola Taylor também saiu e foi substituída por Sandra Dawn, em 1962. Paul Robi foi substituído por Nate Nelson em 1966.